# پژو ۲۰۲
پژو ۲۰۲ (به انگلیسی: Peugeot 202) خودرویی است که در سال‌های ۱۹۳۸ تا ۱۹۴۲ تولید می‌شد و بار دیگر در سال ۱۹۴۵ ظهور کرد و در سال ۱۹۴۸ در حالی که از آن ۱۰۴٬۱۲۶ دستگاه تولید شده بود خط تولید را ترک کرد.
این خودرو در کلاس خودرو کامپکت قرار گرفته و طراحی آن خودروهای موتور جلو-محور عقب بوده است. سیستم جعبه‌دندهٔ آن ۳ دنده به صورت دستی است.

## نگارخانه

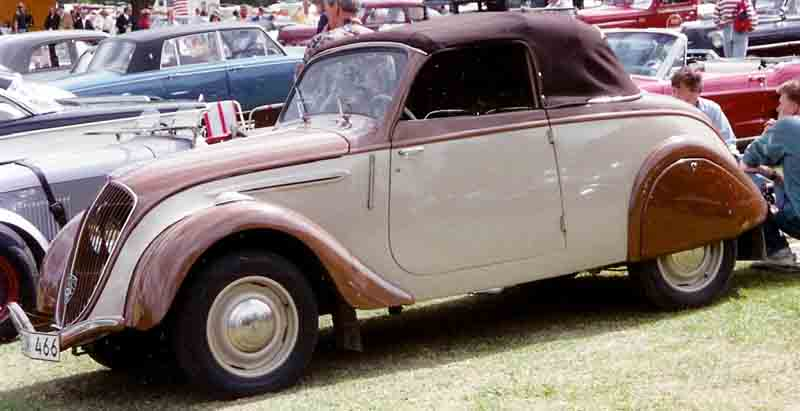
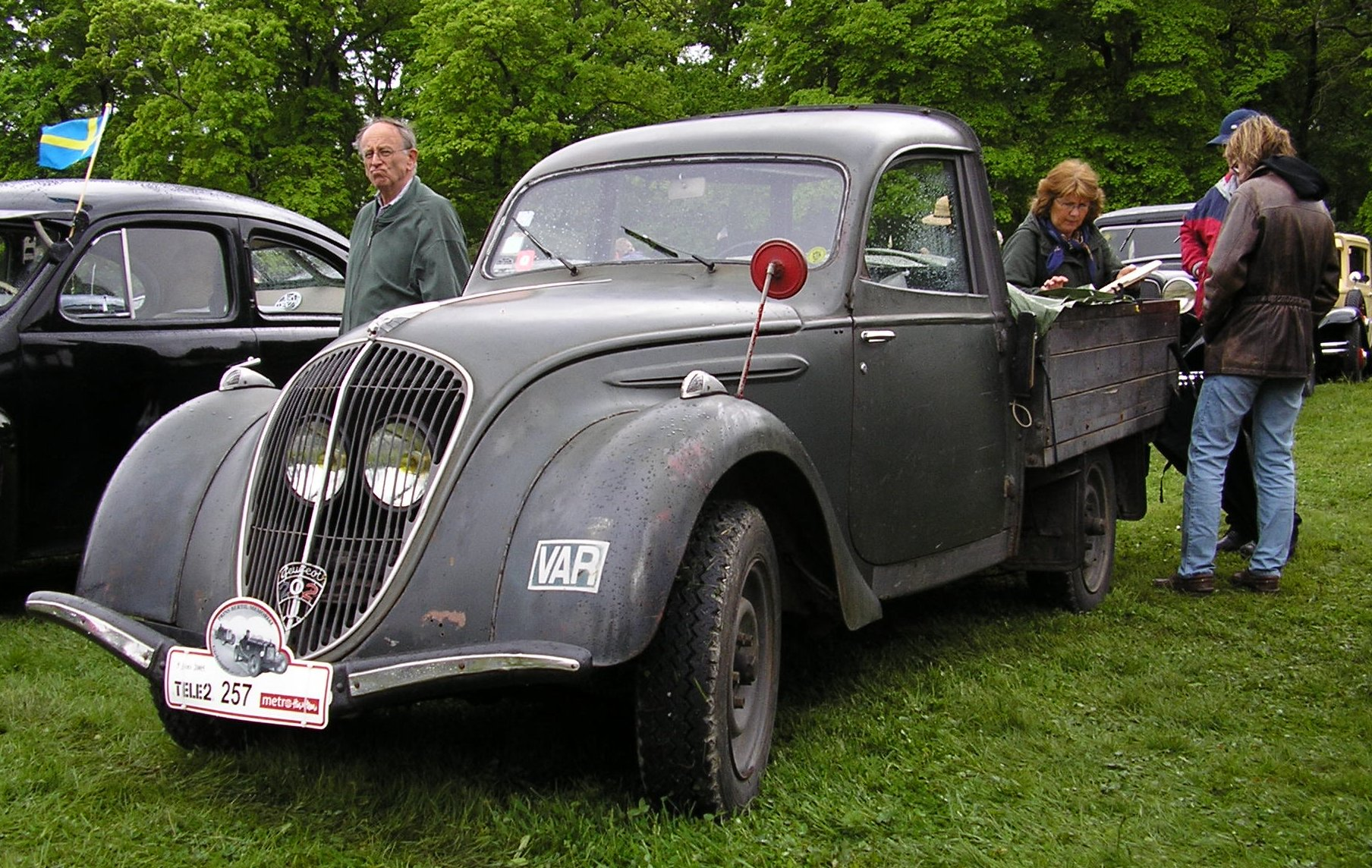
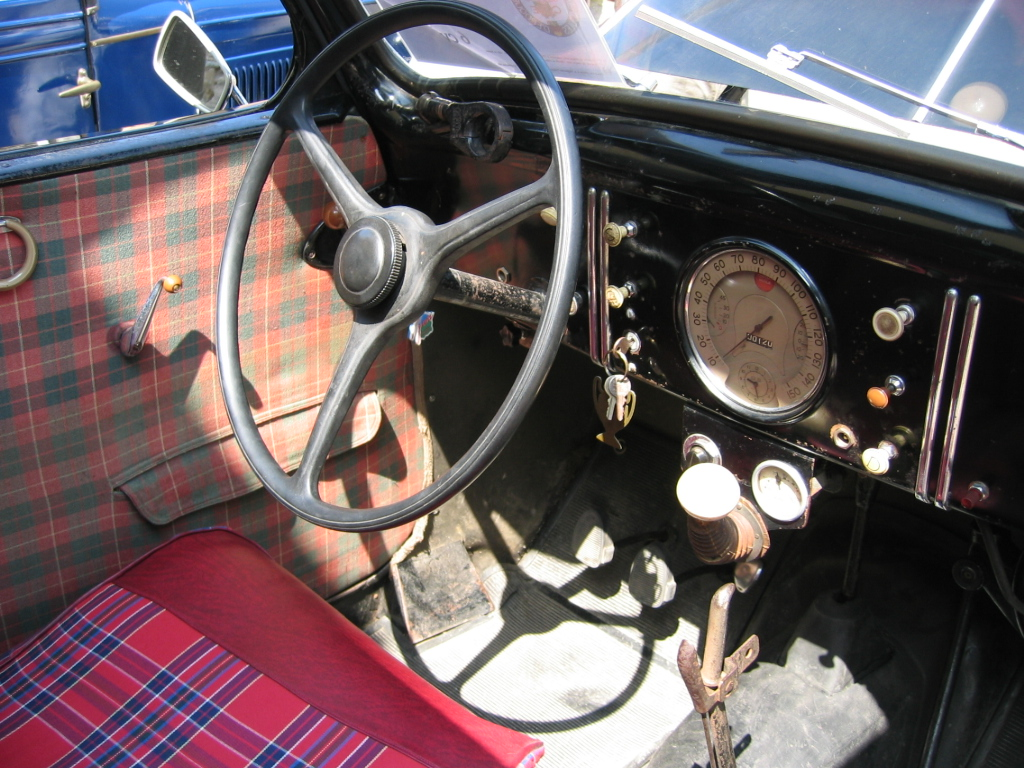
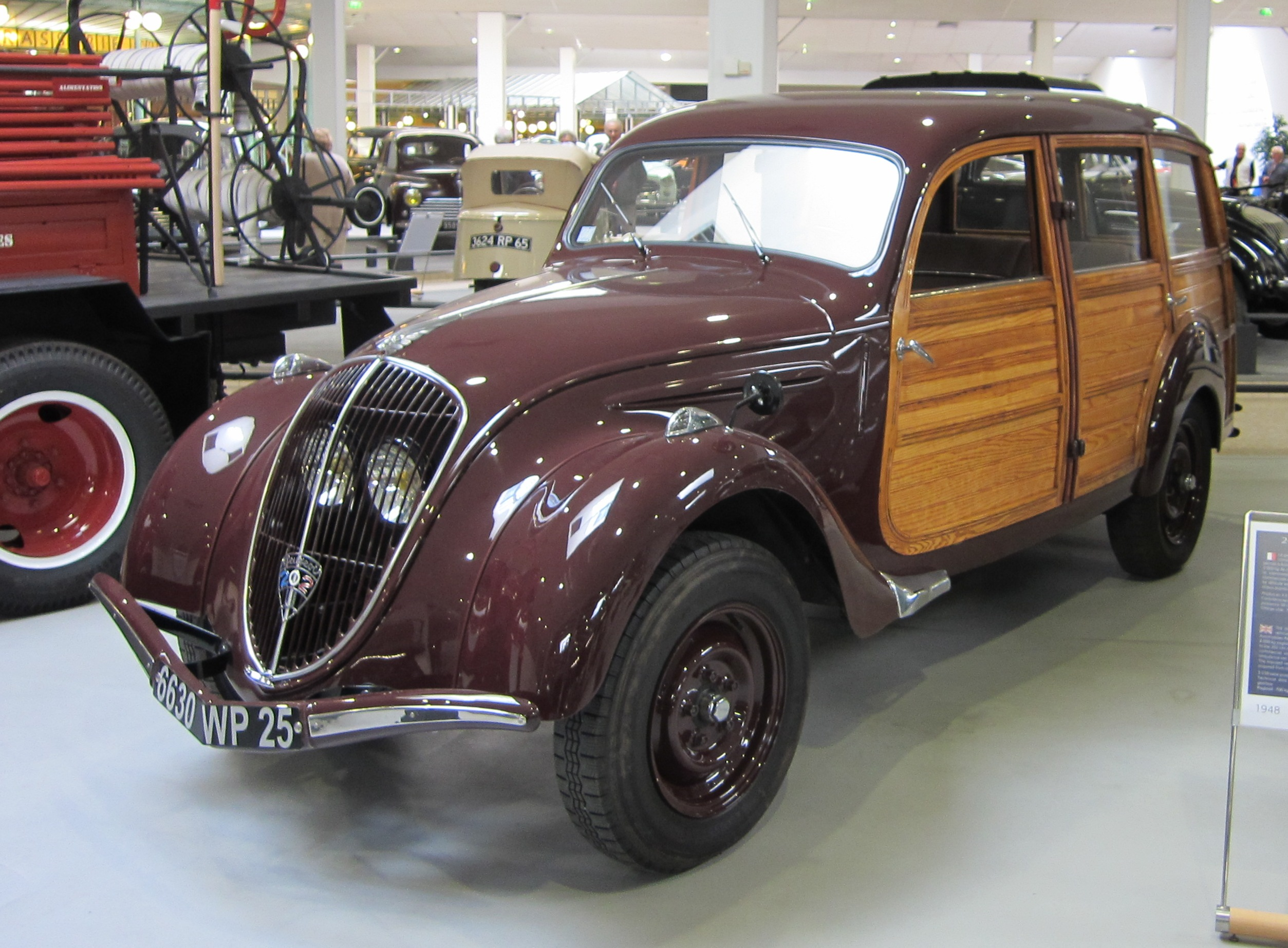